# Annette Schwarz
Pour les articles homonymes, voir Schwarz.
Annette Schwarz (de son vrai nom Annette Carmen Schoenlaub), née le 26 mars 1984, est une actrice et productrice allemande de films pornographiques.

## Biographie
Annette grandit dans un petit village allemand non loin de la frontière française.
Par la suite, elle déménage pour Munich où elle obtient un emploi d'infirmière durant quelque temps. Elle signe son premier contrat à l'âge de 18 ans en tant qu'actrice au sein de la société GGG-film de John Thompson spécialisée dans l'éjaculation faciale, avec lequel elle tourne une quinzaine de films en 4 ans.
En 2005, elle joue dans beaucoup de productions cinématographiques américaines, atteint un niveau international et une grande reconnaissance dans le business du X, par exemple dans Rocco : Animal Trainer 22.
Ses surnoms sont Machine à avaler et Experte en sperme. Certaines de ses prestations sont comparées à un numéro de cirque.

## Dans la culture populaire
Le poète russe Anton Nechaev a écrit Le rêve d'Annette, celui-ci est dédié à Annette Schwarz.

## Filmographie sélective
- Girls Will Be Girls (2007)
- Girlvana 3 (2007)
- Glamcore (2007)
- Stoya Sexy Hot (2008)

## Récompenses
- 2007 : XRCO award – Superslut
- 2008 : AVN Award – Best Group Sex Scene - Video for Fashionistas Safado: Berlin (Shared with Sintia Stone, Judith Fox, Vanessa Hill & Rocco Siffredi)
- 2009 : AVN Award – Best Oral Sex Scene – Face Fucking Inc. 3

### Nominations
- 2007 : XRCO award nomination – Orgasmic Analist
- 2008 : AVN Award nomination - Female Performer of the Year[5]
- 2008 : F.A.M.E. Awards nomination – Favorite Anal Star
- 2008 : F.A.M.E. Awards nomination – Dirtiest Girl in Porn